# یومی ایشیکاوا
یومی ایشیکاوا (انگلیسی: Yumi Ishikawa; ۱ ژانویهٔ ۱۹۸۷ – ) بازیگر، مدل (شخص)، نویسنده اهل ژاپن بود.
وی همچنین برندهٔ جوایزی همچون ۱۰۰ زن شده‌است.